# Séisme de 2010 à Elâzığ
Le séisme de 2010 à Elâzığ (en turc : Elâzığ Depremi) est un séisme d'une magnitude de 5,9 qui frappe la partie orientale de la Turquie au matin du 8 mars 2010. Plusieurs villages de la province d'Elâzığ sont partiellement détruits. Les dégâts sont importants, tant en pertes humaines (51 morts, 70 blessés) qu'en pertes matérielles (maisons, édifices publics et infrastructures publiques sérieusement endommagés).

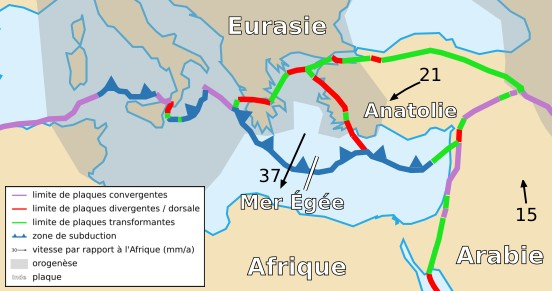
La faille est-anatolienne est entre l'Arabie et l'Anatolie

La région affectée par le séisme est située dans une zone géologiquement instable de la faille est-anatolienne (faille transformante), qui matérialise la limite entre la plaque anatolienne et la plaque arabique. L'épicentre est localisée à 16 kilomètres au sud de la ville de Karakoçan. Une vingtaine de répliques sont enregistrées au cours de la journée du 8 mars, la plus forte atteignant la magnitude de 5,8.
Le tremblement de terre intervient à 2 h 32 UTC (4 h 32 heure locale). La force de la secousse provoque l'effondrement de nombreuses maisons en pisé, causant la mort de plusieurs dizaines de personnes dans les villages d'Okcular, de Yukari Kanatli et de Kayali. Une cellule de crise est mise en place à Ankara dans les heures qui suivent afin de coordonner les secours. La recherche de survivants est stoppée en fin de matinée du 8 mars.